# Ligne 8 du tramway de Berne
 (novembre 2021).
Si vous disposez d'ouvrages ou d'articles de référence ou si vous connaissez des sites web de qualité traitant du thème abordé ici, merci de compléter l'article en donnant les références utiles à sa vérifiabilité et en les liant à la section « Notes et références ».
La ligne 8 du tramway de Berne est l'une des cinq lignes de la capitale suisse. Cette ligne traverse la ville entre Saali dans le quartier Murifeld à l'est et le centre commercial Westside dans le quartier Bethlehem à l'ouest de la commune.

## Chronologie
- 1er octobre 1890 : ouverture de la partie Bern Bahnhof - Zytglogge dans le cadre de l'ouverture de la ligne I Bremgarten - Bärengraben.
- 1894 : ouverture de la partie Bern Bahnhof - Kocherpark dans le cadre de l'ouverture de la ligne II Länggasse - Wabern.
- 1er juillet 1901 : ouverture de la section Zytglogge - Burgernziel avec la mise en service de la ligne III Breitenrainplatz - Burgenziel.
- 21 juillet 1910 : électrification de la ligne.
- 1911 : renumérotation de la ligne III en ligne C.
- 1912 : la ligne est renommée ligne 5/6.
- 28 octobre 1973 : prolongement de la ligne de Burgernziel à Saali via la ligne 3 venant de Weissenbühl.
- 12 décembre 2010 : extension de la ligne jusqu'à Westside et prends l'indice 8.

## Liste des stations
|  |   |  | Station                  | Lat/Long                    | Commune | Correspondances                                                                                   |
|  | - |  | ------------------------ | --------------------------- | ------- | ------------------------------------------------------------------------------------------------- |
|  | O |  | Saali                    | 46° 56′ 16″ N, 7° 29′ 09″ E | Berne   |                                                                                                   |
|  | o |  | Wittigkofen              | 46° 56′ 17″ N, 7° 28′ 54″ E | Berne   |                                                                                                   |
|  | o |  | Egghölzli                | 46° 56′ 13″ N, 7° 28′ 34″ E | Berne   | 6, 40                                                                                             |
|  | o |  | Weltpostverein           | 46° 56′ 20″ N, 7° 28′ 18″ E | Berne   | 40                                                                                                |
|  | o |  | Brunnadernstrasse        | 46° 56′ 28″ N, 7° 27′ 49″ E | Berne   | 6, 7, 19, 28                                                                                      |
|  | o |  | Thunplatz                | 46° 56′ 26″ N, 7° 27′ 30″ E | Berne   | 7, 19, 28                                                                                         |
|  | o |  | Luisenstrasse            | 46° 56′ 33″ N, 7° 27′ 12″ E | Berne   | 7                                                                                                 |
|  | o |  | Helvetiaplatz            | 46° 56′ 37″ N, 7° 26′ 59″ E | Berne   | 6, 7, 19                                                                                          |
|  | o |  | Zytglogge                | 46° 56′ 53″ N, 7° 26′ 51″ E | Berne   | 6, 7, 9, 10, 12, 19, 30                                                                           |
|  | o |  | Bärenplatz               | 46° 56′ 53″ N, 7° 26′ 35″ E | Berne   | 6, 7, 9, 12, 30                                                                                   |
|  | o |  | Bern Bahnhof             | 46° 56′ 51″ N, 7° 26′ 25″ E | Berne   | 3, 6, 7, 9, 10, 11, 12, 17, 19, 20, 21, 30, 100, 101, 102, 103, 104, 105, 106, 107, Gare de Berne |
|  | o |  | Hirschengraben           | 46° 56′ 48″ N, 7° 26′ 16″ E | Berne   | 3, 6, 7, 9, 10, 11, 17, 19, 30                                                                    |
|  | o |  | Kocherpark               | 46° 56′ 45″ N, 7° 26′ 03″ E | Berne   | 3, 6, 7, 17                                                                                       |
|  | o |  | Kaufmännischer/Verband   | 46° 56′ 44″ N, 7° 25′ 38″ E | Berne   | 6, 7, 17                                                                                          |
|  | o |  | Loryplatz                | 46° 56′ 41″ N, 7° 25′ 16″ E | Berne   | 7, 17                                                                                             |
|  | o |  | Schlossmatte             | 46° 56′ 39″ N, 7° 24′ 54″ E | Berne   | 7                                                                                                 |
|  | o |  | Steigerhubel             | 46° 56′ 38″ N, 7° 24′ 42″ E | Berne   | 7                                                                                                 |
|  | o |  | Europaplatz Bahnhof      | 46° 56′ 36″ N, 7° 24′ 23″ E | Berne   | 7, 31, Gare de Bern-Ausserholligen                                                                |
|  | o |  | Bümpliz Unterführung     | 46° 56′ 32″ N, 7° 24′ 02″ E | Berne   | 7                                                                                                 |
|  | o |  | Stöckacker               | 46° 56′ 41″ N, 7° 23′ 56″ E | Berne   |                                                                                                   |
|  | o |  | Bethlehem Säge           | 46° 56′ 51″ N, 7° 23′ 42″ E | Berne   |                                                                                                   |
|  | o |  | Bethlehem Kirche         | 46° 56′ 57″ N, 7° 23′ 35″ E | Berne   | 27, 101                                                                                           |
|  | o |  | Tscharnergut             | 46° 56′ 56″ N, 7° 23′ 18″ E | Berne   |                                                                                                   |
|  | o |  | Holenacker               | 46° 56′ 55″ N, 7° 22′ 57″ E | Berne   | 27                                                                                                |
|  | o |  | Gäbelbach                | 46° 56′ 52″ N, 7° 22′ 39″ E | Berne   |                                                                                                   |
|  | o |  | Ramuzstrasse             | 46° 56′ 47″ N, 7° 22′ 30″ E | Berne   |                                                                                                   |
|  | O |  | Brünnen Westside Bahnhof | 46° 56′ 39″ N, 7° 22′ 31″ E | Berne   | 570, Gare de Berne Brünnen Westside                                                               |

## Galerie de photographies

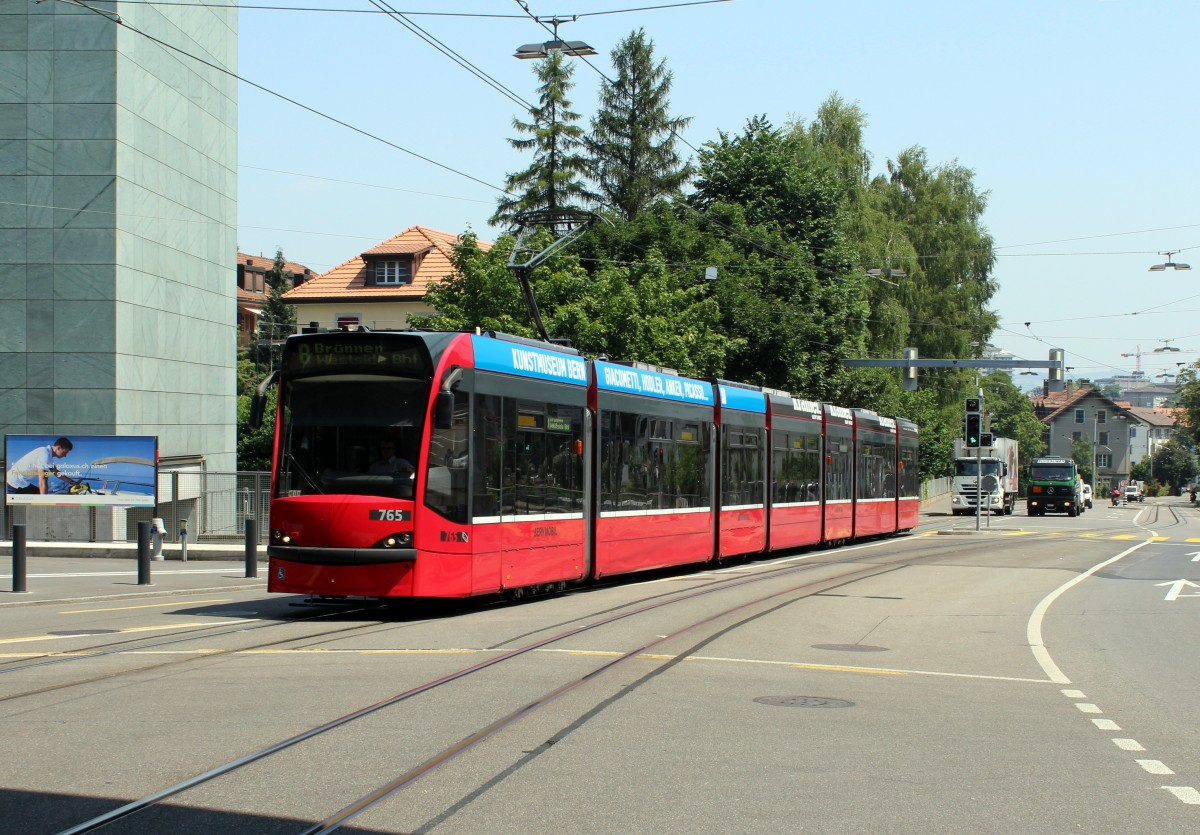
Arrivée de la rame 765 (Be 6/8) à Europaplatz Bahnhof.
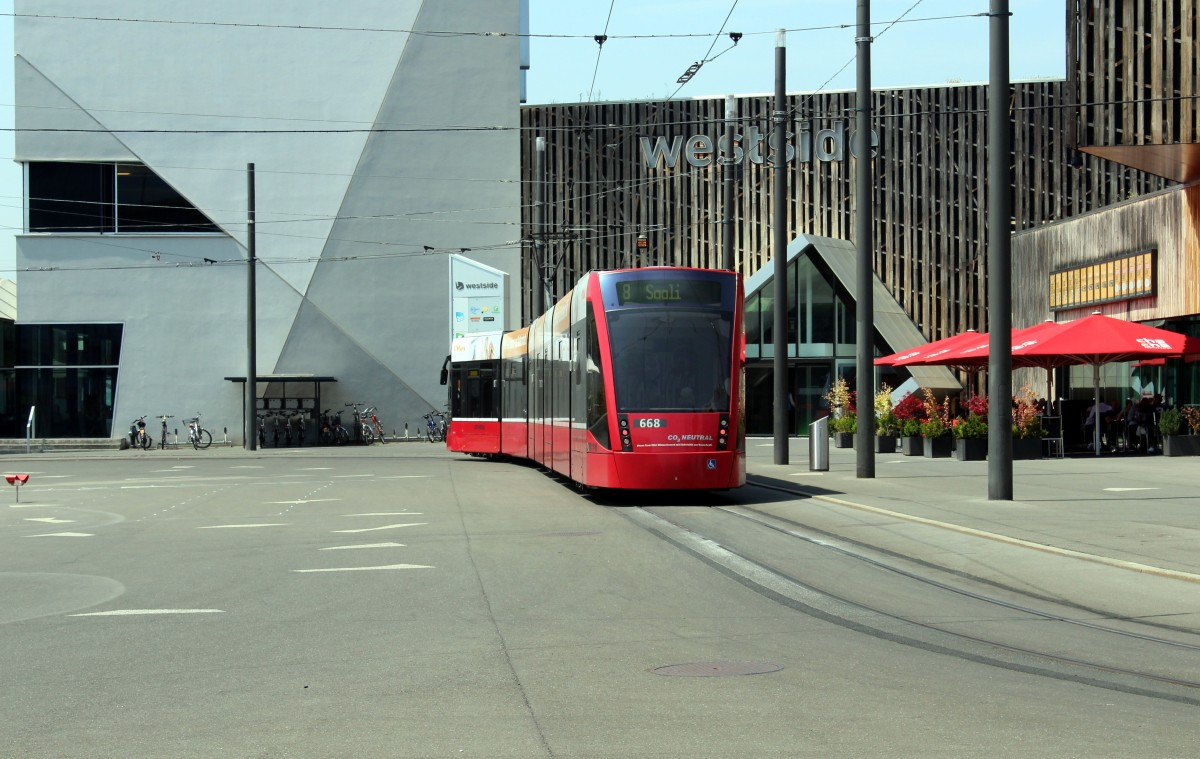
Rame 668 (Be 6/8) au terminus Brünnen Westside Bahnhof.